# Paramenexenus ceylonicus
Paramenexenus ceylonicus är en insektsart som först beskrevs av Henri Saussure 1868.  Paramenexenus ceylonicus ingår i släktet Paramenexenus och familjen Diapheromeridae. Inga underarter finns listade i Catalogue of Life.